# 475
Період падіння Західної Римської імперії. У Східній Римській імперії розпочалося правління Василіска. У Західній — Ромула Августа. Значна частина території окупована варварами, зокрема в Іберії утворилося Вестготське королівство, а Північну Африку захопили вандали, утворивши Африканське королівство, у Тисо-Дунайській низовині утворилося Королівство гепідів.
У Південному Китаї правління династії Лю Сун, на півночі Північної Вей. В Індії правління імперії Гуптів. У Японії триває період Ямато. У Персії править династія Сассанідів.
На території лісостепової України Черняхівська культура. Історики VI століття згадують плем'я антів, що мешкало на території сучасної України приблизно з IV сторіччя. У Північному Причорномор'ї центр володінь гунів, що підкорили собі інші кочові племена, зокрема сарматів та аланів.

## Події
- Дядько дружини імператора Східної Римської імперії Василіск організував 9 січня державний переворот. 12 січня він оголосив себе новим імператором. Флавій Зенон утік до Ісаврії.
- 9 квітня Василіск оголосив свою підтримку міафізитству. Ці релігійні погляди зробили його вкрай непопулярним.
- Улітку імператор Західної Римської імперії Юлій Непот визнав незалежність Вестготського королівства.
- 28 серпня Флавій Орест взяв у свої руки владу в Равенні. Юлій Непот утік у Далмацію. Флавій Орест оголосив імператором свого сина Ромула Августа, а себе військовим магістром.